# Gaya (gênero)
Gaya é um género botânico pertencente à família Malvaceae.

## Exemplos de espécies
- Gaya affinis
- Gaya allanii
- Gaya albiflora
- Gaya atiquipana
- Gaya aurea
- Gaya bordasii
- Gaya calyptrata
- Gaya canescens
- Gaya cruziana
- Gaya dentata
- Gaya disticha
- Gaya domingensis
- Gaya macrantha
- Gaya mutisiana
- Gaya parviflora